# Алтайский оптико-лазерный центр имени Г. С. Титова
Алтайский оптико-лазерный центр имени Г. С. Титова (АОЛЦ) — российский центр оптических наблюдений искусственных спутников земли. Основан в 2004 году в 4,5 км от села Саввушка Змеиногорского района Алтайского края (около Колыванского озера, рядом с горой Большая). Центр принадлежит АО «НПК «СПП». На базе центра эксплуатируются средства воздушно-космических сил. На территории центра находится площадка наземной оптико-лазерной системы (НОЛС), где установлен телескоп траекторных измерений диаметром 60 см.
27 мая 2010 года центру присвоено имя лётчика-космонавта Германа Титова.
На площадке оптико-лазерного центра им. Г. С. Титова работает Система контроля космического пространства (СККП), одна из запланированных к созданию в России. Таких систем в РФ будет всего четыре — в Калининграде, на Дальнем Востоке и в Крыму.

## Альтернативные названия в источниках
- Российский лазерный центр — первоначальное название
- Алтайский оптико-лазерный центр
- Алтайский оптико-лазерный центр (АОЛЦ) НИИ ПП
- Филиал «Алтайский оптико-лазерный центр имени Г. С. Титова» АО «НПК «СПП» (официальное название)
- Altay Optic-Laser Center

## Руководители обсерватории
- Шулов Евгений Александрович — директор филиала АОЛЦ им Г.С. Титова АО "НПК "СПП[2]
- Сергей Борисович Новиков (1944—2010) — главный научный сотрудник АОЛЦ[3]
- Георгий Симонов — начальник научно-исследовательского отдела АОЛЦ

## Инструменты обсерватории

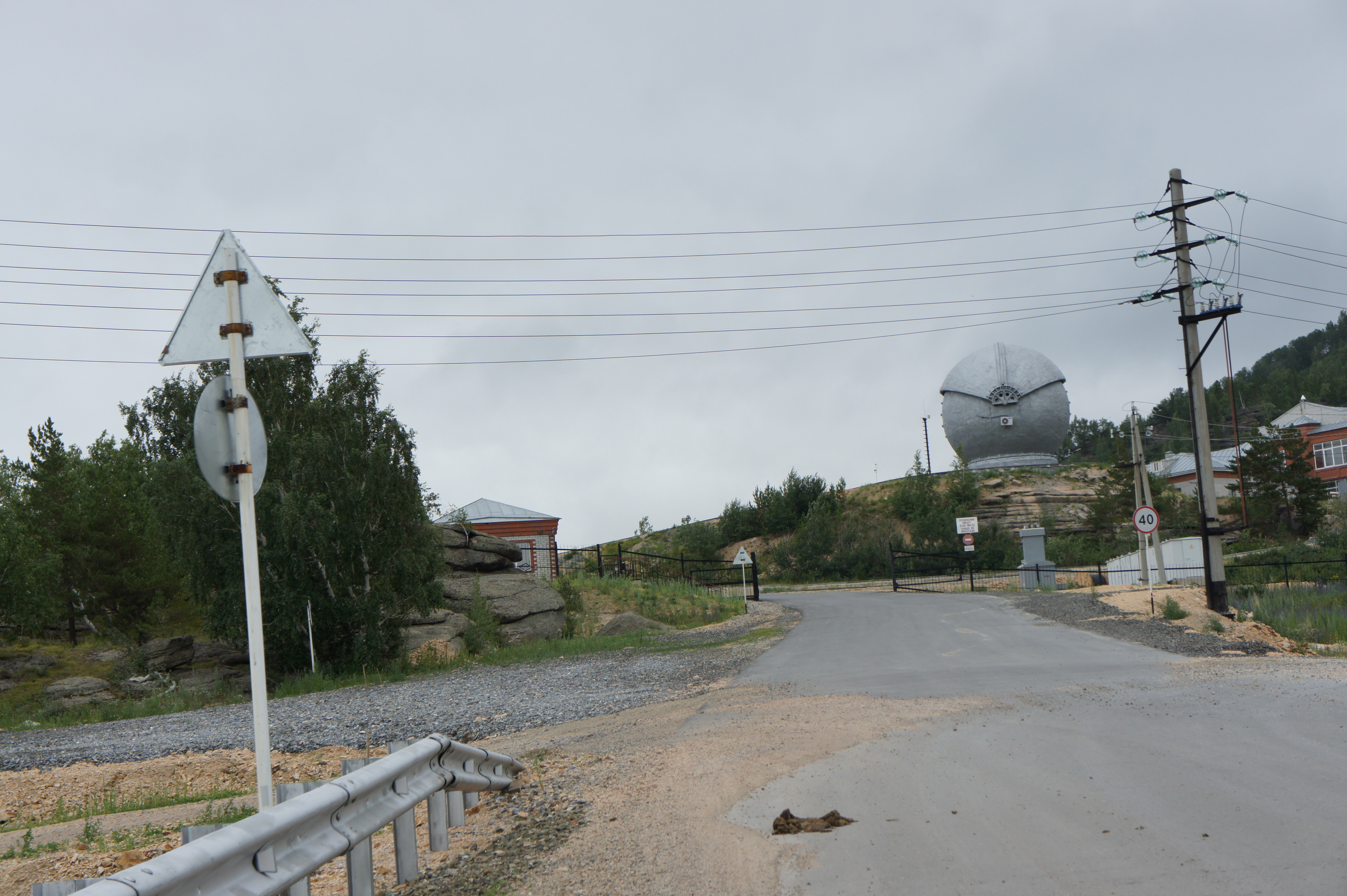
Телескоп Алтайского оптико-лазерного центра

- 60-см телескоп (двухменисковый Кассегрен) траекторных измерений с лазером (дальность действия лазерного луча — от 500 км до 40 тысяч км; точность координат ИСЗ — до 1 см)
- «VT-07b» — 35-см телескоп модифицированной системы Рихтера-Слефогта (D=350 мм, F=855 мм, поле зрения 3.5 гр, масштаб изображения 4.15 мкм/сек. дуги, проницание 18.0 зв. вел., уже установлен в 2005 году)[4]
- 150 мм двухменисковый Кассегрен
- 250 мм двухменисковый Кассегрен (предполагалась установка в сентябре 2006 года)
- 3.12-метровый телескоп (в стадии строительства)

## Направления исследований
- Оптическая астрометрия искусственных спутников Земли
- Космический мусор
- Лазерная локация искусственных спутников Земли

## Адрес
- Юридический адрес: 658465, Алтайский край, Змеиногорский район, c. Саввушка, ул. Зеленая, д.86 .